# Мера (Арьеж)
Мера́ (фр. Méras) — коммуна во Франции, находится в регионе Юг — Пиренеи. Департамент коммуны — Арьеж. Входит в состав кантона Ле-Ма-д’Азий. Округ коммуны — Памье.
Код INSEE коммуны — 09186.

## Население
Население коммуны на 2008 год составляло 83 человека.
| 1962 | 1968 | 1975 | 1982 | 1990 | 1999 | 2008 |
| ---- | ---- | ---- | ---- | ---- | ---- | ---- |
| 67   | 71   | 73   | 63   | 45   | 61   | 83   |

## Экономика
В 2007 году среди 59 человек в трудоспособном возрасте (15—64 лет) 38 были экономически активными, 21 — неактивными (показатель активности — 64,4 %, в 1999 году было 73,2 %). Из 38 активных работали 25 человек (12 мужчин и 13 женщин), безработных было 13 (7 мужчин и 6 женщин). Среди 21 неактивных 5 человек были учениками или студентами, 7 — пенсионерами, 9 были неактивными по другим причинам.